# San Antonio Spurs
I San Antonio Spurs sono una delle trenta squadre di pallacanestro che fanno parte della NBA (National Basketball Association), il campionato professionistico degli Stati Uniti d'America, con sede a San Antonio, Texas, giocano le loro partite casalinghe nel Frost Bank Center.
Gli Spurs erano una delle 11 franchigie che parteciparono alla prima stagione della ABA (American Basketball Association) nel 1967, la lega in cui hanno giocato nel loro primo decennio di vita, quando la franchigia aveva sede a Dallas col nome di Chaparrals prima e di San Antonio Spurs nelle ultime 3 stagioni. Dal loro arrivo nella NBA, a seguito della parziale fusione fra le due leghe nel 1976, gli Spurs sono diventati una delle squadre più blasonate e titolate, con i loro 5 campionati NBA vinti sono dietro solamente a Boston Celtics, Los Angeles Lakers, Chicago Bulls e Golden State Warriors.
Gli Spurs hanno mancato l'accesso ai Playoff solo in dieci occasioni (undici considerando anche le stagioni in ABA a Dallas).
I San Antonio Spurs detengono la più lunga striscia di apparizioni consecutive di sempre nei Playoff NBA, essendosi qualificati per 22 volte di fila dal 1998 al 2019.
I San Antonio Spurs vivono una intensa rivalità con i Dallas Mavericks, 
gli Houston Rockets, i Los Angeles Lakers e i Phoenix Suns e sono affiliati con gli Austin Spurs della NBA Development League.
Sono l'unica squadra attualmente esistente in NBA ad avere un record positivo nella serie storica contro i Boston Celtics (58-45).
L'attuale valore della franchigia è di circa 2 miliardi di dollari, ventesimi tra le franchigie della NBA.

## Storia della franchigia

### Gli inizi a Dallas nella ABA
I San Antonio Spurs iniziano la loro storia nel 1967 col nome di Dallas Chaparrals, disputando l'American Basketball Association (ABA) giocando nel State Fair Coliseum di Dallas. I proprietari della franchigia, non essendo stati in grado di accordarsi su un nome durante una riunione presso il Sheraton Dallas Hotel, decisero di chiamarla Chaparrals, in riferimento al Chaparral Club, la sala in cui si svolse la riunione. Guidati da Cliff Hagan e giocatori come Cincy Powell e Donnie Freeman, i Chaps erano una delle 11 squadre che presero parte alla stagione inaugurale della ABA. Nella loro seconda stagione i Chaparrals non andarono oltre un record di 41-37 facendo una rapida uscita ai playoff per mano dei New Orleans Buccaneers. Gli scarsi risultati numerici in termine di pubblico convinsero la dirigenza a cambiare il nome da "Dallas" a "Texas" nella stagione 1970-71, ma i texani vennero di nuovo eliminati al primo turno dei playoff dagli Utah Stars per 4-0.
Nel 1973 la franchigia fu spostata a San Antonio, Texas, con la denominazione di "Spurs" che fu preferita a "Gunslingers", la prima partita giocata attirò una folla di 6.000 fans alla nuova HemisFair Arena ma gli Spurs persero contro i San Diego Conquistadors. Gli Spurs erano guidati dal coach Tom Nissalke, dal playmaker di grande talento James Silas, da Rich Jones e dalle stelle Swen Nater e George Gervin. Nel 1976 la NBA decise di ammettere nella lega, come accordo per la fusione fra le due leghe, quattro squadre della ABA: gli Indiana Pacers, i New York Nets, i Denver Nuggets e, appunto, gli Spurs. Nella loro esperienza nella ABA gli Spurs/Chaparrals non riuscirono a vincere nemmeno un trofeo, riuscendo a vincere solo una serie di playoff nella prima stagione.

### L'arrivo nella NBA e George Gervin

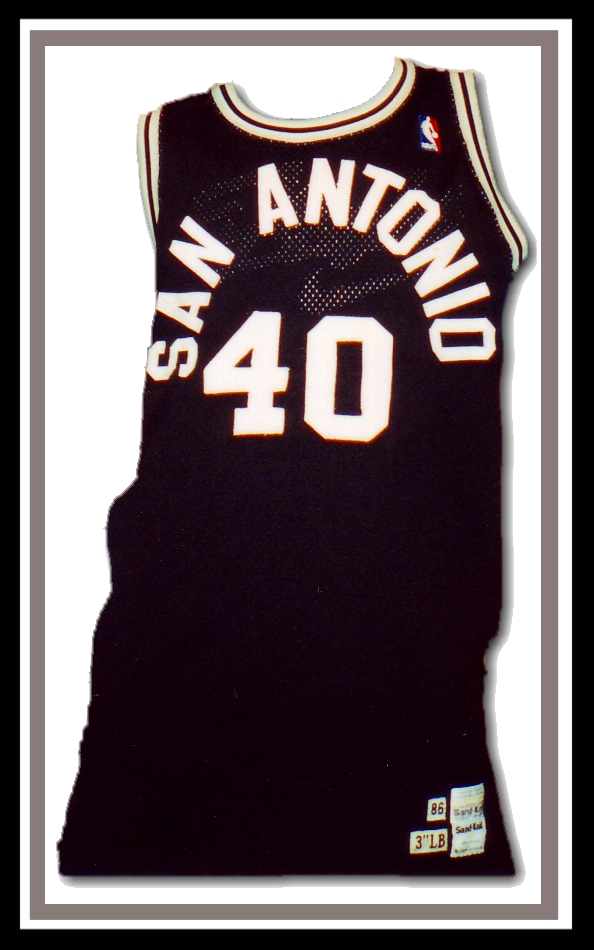
Una canotta da trasferta degli Spurs negli anni 1980

I San Antonio Spurs debuttarono in NBA vincendo contro i Philadelphia 76ers per 121-118. Zittendo gli scettici, i texani giocano un'ottima prima stagione, chiudendo con un record di 44 vittorie e 38 sconfitte quarto posto complessivo della Eastern Conference 1976-77, nonostante gli handicap, soprattutto economici, imposti dalla lega alle squadre provenienti dalla ABA. Due anni più tardi nella stagione 1977-78 gli Spurs guidati sempre dal top scorer George Gervin e da Larry Kenon e Johnny Moore vinsero il titolo divisionale con un record 52-30, mentre l'anno successivo arrivarono fino alle finali di conference dove furono battuti dagli Washington Bullets in sette partite, dopo aver bruciato un vantaggio di 3-1. Gli Spurs avrebbero dovuto aspettare 20 anni prima di raggiungere le NBA Finals per la prima volta nella loro storia. Gli Spurs vinceranno 5 titoli di Division nei loro primi 7 anni diventando una presenza fissa nei playoff.
Gli anni ottanta sono fatti di alti e bassi per gli Spurs, nonostante fossero guidati da George Gervin, uno dei top scorer più prolifici, a cui vennero affiancati veterani come Artis Gilmore, Tyrone Corbin, Alvin Robertson, Wes Matthews, John Paxson e Mychal Thompson, ma gli Spurs continuarono ad uscire ai playoff contro Houston Rockets e Los Angeles Lakers. Tra il 1981-82 e il 1982-83 giocano altre due finali di Conference contro i Los Angeles Lakers di Magic Johnson, Kareem Abdul-Jabbar e James Worthy perdendole tutte e due. Nel 1983 gli Spurs ottennero una spettacolare vittoria contro i Milwaukee Bucks grazie ai 50 punti di Gervin e ai 45 di Mitchell, un record per due compagni di squadra degli speroni. Dalla stagione 1984-85, con la vendita della stella George Gervin ai Chicago Bulls inizia un periodo buio, il più difficile della storia della franchigia in NBA, che porterà a un record complessivo di 115 vittorie e 215 sconfitte in quattro stagioni. Nel 1987 hanno la possibilita di scegliere per primi al Draft NBA.

### Inizio dell'era David Robinson
Gli Spurs selezionano l'ufficiale della Marina Militare Americana David Robinson. Prima di vederlo all'opera si dovette aspettare due anni, dato che l'impegno militare non era ancora terminato. Anche se con un record molto negativo 21 vittorie e 61 sconfitte la stagione 1988-89 sancì uno spartiacque nella storia della franchigia texana. Infatti la proprietà del team fu assunta da Red McCombs e le redini tecniche della squadra furono prese da Larry Brown, vincitore della NCAA nel 1988 con l'Università di Kansas.

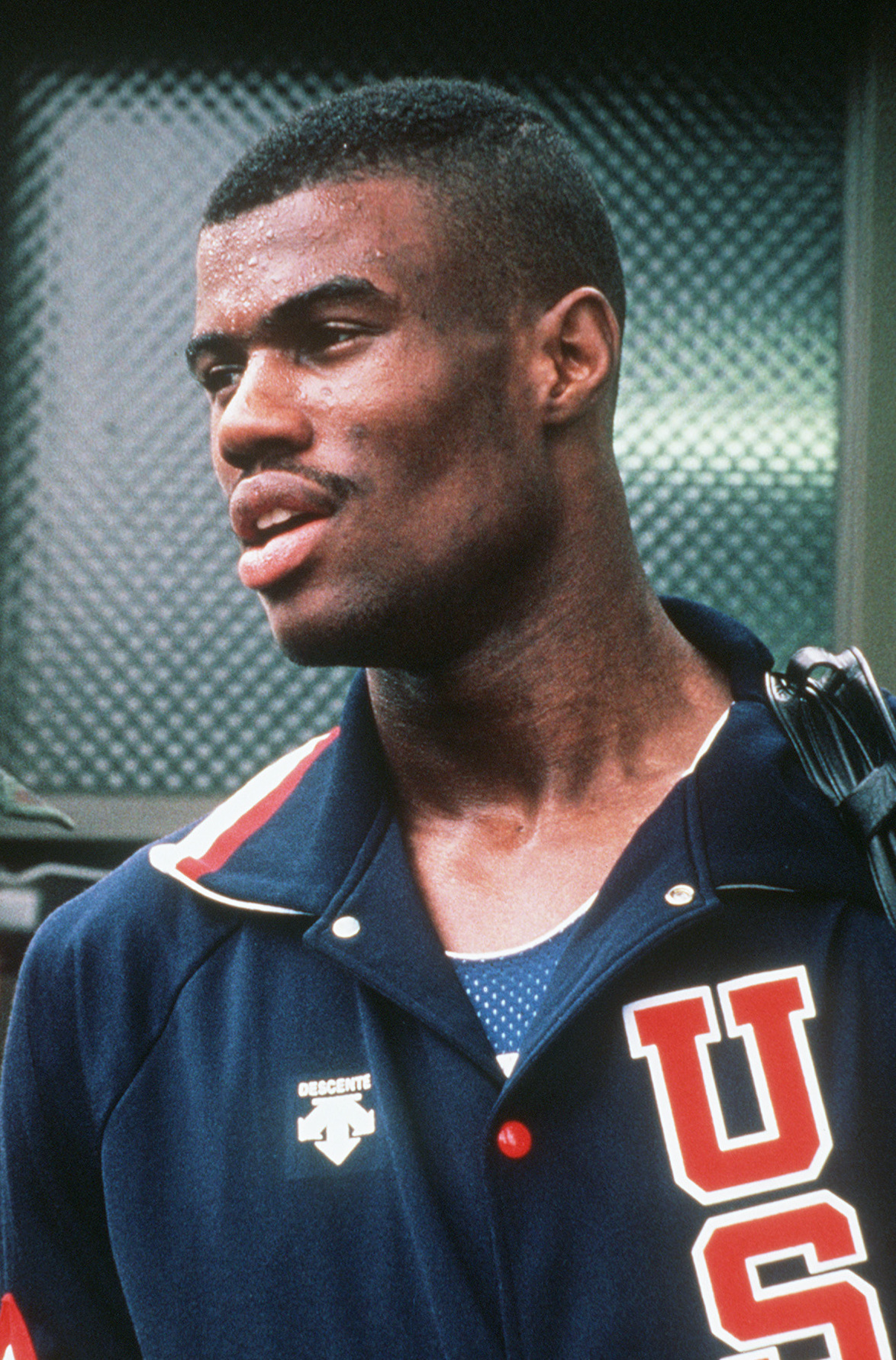
David Robinson nel 1988

Nel 1989-90 la stagione finì con un grande record 56-26, grazie all'apporto di giocatori del calibro David Robinson, Sean Elliott, Antoine Carr, Dale Ellis, Vernon Maxwell e Terry Cummings. Gli Spurs si fermarono, però alle semifinali contro i Portland Trail Blazers. L'unica consolazione fu l'incoronazione di David Robinson come Rookie of the Year, con la media di 24,3 punti e 12,0 rimbalzi a partita che sarebbe diventato uno dei centri più forti della lega. Da lì in avanti arrivarono altre stelle a supporto del giovane Robinson come Avery Johnson, Dennis Rodman, Vinny Del Negro, Rod Strickland, Doc Rivers e Moses Malone, ma gli Spurs continuarono ad avere problemi ad andare oltre il secondo turno di playoff dove furono fermati da Golden State Warriors, Phoenix Suns e Utah Jazz. Nel 1994 Robinson divenne il secondo Spur di sempre a registrare una quadrupla doppia in una vittoria contro i Detroit Pistons con 34 punti, 10 rimbalzi, 10 assist e 10 stoppate; e sempre nello stesso anno segnò ben 71 punti nella vittoria sui Clippers per 112-97. Nel 1993 la franchigia fu venduta a Peter Holt.
Nel 1994-95 San Antonio terminò la stagione con il miglior record della lega 62-20 e David Robinson fu nominato MVP della stagione, la squadra oramai competitiva, eliminò Denver Nuggets e Los Angeles Lakers e arrivò a sfidare i campioni in carica degli Houston Rockets di Hakeem Olajuwon nelle finali di conference venendo eliminati. Nel 1995-96 gli Spurs chiusero la stagione con 17 vittorie consecutive e un record 59-23 ma furono di nuovo eliminati ai playoff dagli Utah Jazz di Karl Malone e John Stockton. Negli anni successivi venne ceduto Rodman ai Chicago Bulls e arrivò Dominique Wilkins ma una serie di infortuni che colpirono lo stesso Robinson e Elliott spinsero gli Spurs fuori dai playoff con un tremendo record di 20 vittorie e 62 sconfitte, battendo comunque squadroni come Orlando Magic, Houston Rockets e Utah Jazz.

### La dinastia Duncan-Parker-Ginóbili
Dopo una serie di stagioni tra alti e bassi nel 1997 i texani furono chiamati a fare la prima scelta nel Draft, Tim Duncan. L'impatto di Duncan nella squadra fu subito decisivo. Con Robinson creò una delle coppie centro-ala grande più forte di tutti i tempi, il tutto sotto la regia del coach Gregg Popovich. Duncan chiuse la stagione 1997-98 vincendo il Rookie of the Year con la media di 21,1 punti e 11,9 rimbalzi a partita mentre gli Spurs finirono con un record 56-26 e furono eliminati ancora dagli Utah Jazz. Nel 1998-99 venne acquistato Steve Kerr, con una stagione meravigliosa chiusa con un record 37-13 gli Spurs vincono il loro primo titolo, eliminando ai Playoff i Minnesota Timberwolves per 4-1, i Los Angeles Lakers per 4-0, i Portland Trail Blazers per 4-0 e sconfiggendo nelle NBA Finals per 4-1 i New York Knicks. Quell'anno si portarono a casa anche il McDonald's Open. Il bis però non viene centrato nell'anno successivo dove vengono eliminati al primo turno dai Phoenix Suns, e gli Spurs si arricchiscono di giocatori come Samaki Walker, Emanuel Ginóbili, Bruce Bowen, Stephen Jackson, Terry Porter, Steve Smith e Tony Parker che saranno decisivi nelle stagioni a venire. I texani sarebbero stati ancora più forti se nel corso degli anni successivi non avessero ceduto i diritti di Luis Scola, Leandro Barbosa e Goran Dragić da loro scelti al Draft. Nel 2000-01 e nel 2001-02 finiscono entrambe le stagioni con un record di 58-24, ma vengono eliminati per due volte consecutive dai rivali dei Los Angeles Lakers di Shaquille O'Neal e Kobe Bryant di cui una alle finali della Western Conference.

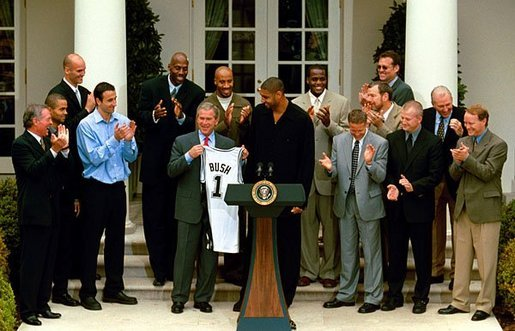
I San Antonio Spurs ricevuti alla Casa Bianca nel 2003, dopo la vittoria del loro secondo titolo NBA.

Nella stagione 2002-03 con un nuovo palazzetto, l'AT&T Center, gli Spurs lasciarono l'Alamodome e chiusero la regular season al primo posto con un record di 60-22 mentre Tim Duncan vinse il suo secondo MVP e Gregg Popovich fu eletto Coach of The Year, dopo un lungo e spettacolare duello coi Dallas Mavericks, poi battuti nella finale di conference per 4-2, ai playoff eliminarono anche Phoenix Suns e Los Angeles Lakers. Gli Spurs vincono il loro secondo anello contro i New Jersey Nets battuti 4-2 nelle NBA Finals grazie ad un grande Tim Duncan, MVP delle finali e a David Robinson alla sua ultima stagione da professionista. In estate gli Spurs fecero di tutto per prendere Jason Kidd, con la speranza di vincere subito un altro titolo, ma il giocatore alla fine non arrivò.
Dopo una campagna fallimentare nel 2003-04, terminata alle semifinali di conference contro i Los Angeles Lakers in cui erano stati acquistati Hidayet Türkoğlu, Robert Horry e Radoslav Nesterovič, i texani nel 2004-05 si arricchiscono ulteriormente con Glenn Robinson, Beno Udrih e Nazr Mohammed e tornarono al vertice con un record 59-23 ed eliminarono nei playoff Denver Nuggets per 4-1, Seattle SuperSonics per 4-2 e Phoenix Suns per 4-1 vincendo le NBA Finals contro i Detroit Pistons in un'avvincente finale conclusasi solo dopo sette partite, con un grandissimo Tim Duncan MVP di quella finale combattuta fino all'ultimo minuto di gara-7. Nel 2005-06 arrivano Michael Finley e Nick Van Exel e i campioni in carica degli Spurs proseguono nella tradizione che li vede perdere nell'anno dopo la vittoria del titolo: dopo aver concluso la regular season con il record 63-19 vengono eliminati dagli odiati rivali dei Dallas Mavericks.
Nella stagione 2006-07 gli Spurs acquistano Matt Bonner e Jacque Vaughn e si classificano al terzo posto complessivo nella Western Conference, dietro i Dallas Mavericks di Dirk Nowitzki 67-15 e i Phoenix Suns di Steve Nash 61-21, con un record 58-24. Al primo turno dei playoff gli Spurs hanno sconfitto i Denver Nuggets 4-1, e i Phoenix Suns 4-2 nel secondo. Nelle finali di Conference gli Spurs dimostrano tutta l'esperienza accumulata negli ultimi anni, e si laureano per la quarta volta campioni della Western Conference, sconfiggendo 4-1 gli Utah Jazz, e accedendo di diritto, sempre per la quarta volta, alle NBA Finals, dove in sole quattro gare contro i Cleveland Cavaliers, si laureano per la quarta volta campioni NBA. Il francese Tony Parker viene eletto MVP delle finali, primo europeo della storia a riuscire in questa impresa.
Nel 2007-08 arrivano Damon Stoudamire, Kurt Thomas e Ime Udoka, la stagione dei texani si chiude con un record 56-26, battono i rivali dei Phoenix Suns per 4-1 e i New Orleans Hornets per 4-3 prima di perdere in finale di Conference contro i Los Angeles Lakers. Nella stagione 2008-09 arrivano Drew Gooden, Richard Jefferson, Antonio McDyess e Anthony Tolliver e termina al primo turno contro i Dallas Mavericks per 4-1: gli Spurs hanno il tempo di vendicarsi l'anno successivo; qualificati come settima testa di serie, riescono a battere i Dallas Mavericks nei playoff della stagione successiva, ma al secondo turno vengono sconfitti per 4-0 dai Phoenix Suns. Nel 2010-11 arrivano Tiago Splitter, Danny Green e George Hill, gli Spurs partono subito forte, tenendo il miglior record di tutta la lega dall'inizio della regular season fino a poche giornate dalla fine, quando a causa di infortuni e un generale calo di forma, perdono alcune partite consecutive, finendo 61-21. I Texani accedono comunque alla postseason con il miglior record all'ovest, dove affrontano Memphis Grizzlies. Ribaltando il pronostico, i Grizzlies mettono subito in difficoltà gli Spurs battendoli in gara 1. Gli Spurs riescono faticosamente ad aggiudicarsi solo 2 partite in una serie, che vengono eliminati con un punteggio di 4-2.

### L'arrivo di Leonard e Aldridge
Nella stagione 2011-12, ridotta a sole 66 partite a causa del lockout NBA, gli Spurs fanno registrare il miglior record della lega, 50-16. Il segreto di tale successo sta nella profondità e nella qualità del roster dei texani, che con l'arrivo di giocatori come T.J. Ford, Gary Neal, Boris Diaw, Kawhi Leonard e Stephen Jackson si è ulteriormente rinforzato. Ai playoff, gli Spurs sono arrivati in finale della Western Conference, dove affrontano gli Oklahoma City Thunder, vincendo sia il primo turno contro gli Utah Jazz sia la semifinale contro i Los Angeles Clippers per 4-0. Nelle prime due partite gli Spurs riescono a prevalere sui Thunder, per poi perdere quattro gare consecutive. La serie infatti si chiude per 4-2.
La squadra comincia la stagione 2012-13 molto bene, occupando stabilmente la vetta della Western Conference. Verso la fine dell'anno, un calo di prestazioni improvviso costringe gli Spurs a rinforzarsi acquistando Tracy McGrady. Al primo turno gli Spurs affrontano da una netta posizione di superiorità dei barcollanti Los Angeles Lakers. Senza alcuna difficoltà I texani sconfiggono pesantemente per 4-0 i gialloviola, passando così alle semifinali dove incontrano i Golden State Warriors. Dopo una serie combattuta, riescono a prevalere sui Warriors, vincendo lo scontro 4-2, e si aggiudicano il pass per le finali di Conference contro i Memphis Grizzlies. Vincono il titolo della Western Conference vincendo la serie 4-0 e approdano alle NBA Finals per la quinta volta nella loro storia. Tra loro e il quinto titolo i vincitori delle Eastern Conference, i Miami Heat di LeBron James, Dwyane Wade e Chris Bosh. San Antonio domina la prima parte della serie portando il risultato sul 3-2, ma a 5 secondi dal titolo in gara 6, Ray Allen pareggia con un tiro da tre e all'overtime è Miami a vincere. In gara 7, invece, Miami prende il largo vincendo serie e titolo.

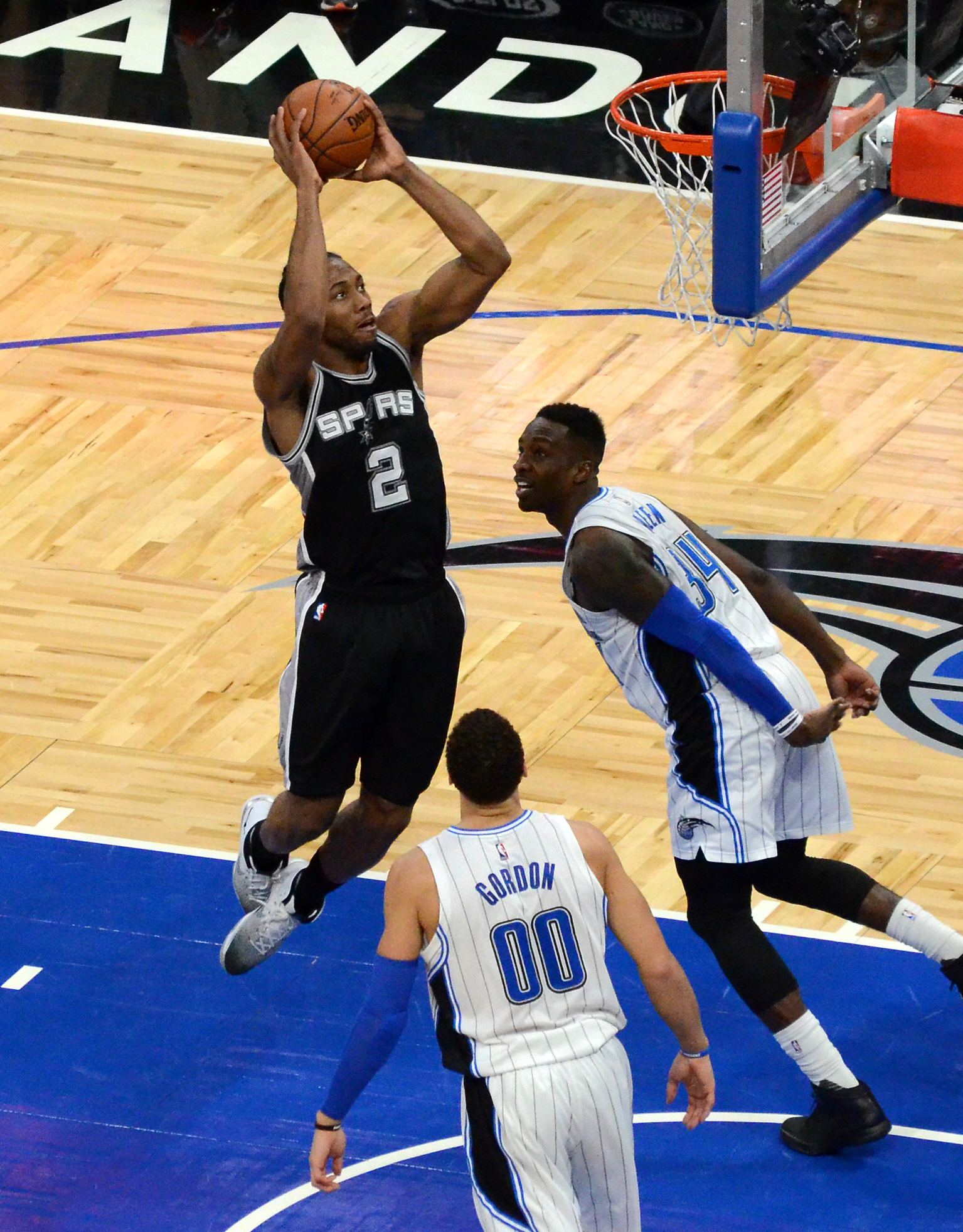
Kawhi Leonard in azione in canotta Spurs nel 2017

Per la stagione 2013-14 viene ingaggiata la guardia Marco Belinelli dai Chicago Bulls. In Regular Season gli Spurs conquistano il primato assoluto con il record di 62 vittorie e 20 sconfitte, ottenendo così il fattore campo a proprio favore per l'intera durata dei Playoff. Al primo turno affrontano i Dallas Mavericks in una serie combattutissima. Gli Speroni, grazie al fattore campo, riescono a vincere in gara 7 la serie passando così al turno successivo. Nelle semifinali di Western Conference essi si trovano ad affrontare i Portland Trail Blazers, che i nero argento superano in scioltezza in cinque partite. Grazie alla vittoria in questa serie, riescono a raggiungere le finali di Conference per il terzo anno consecutivo dove ad aspettarli ci sono gli Oklahoma City Thunder di Kevin Durant. Grazie anche ad una serie di infortuni che colpiscono i Thunder, gli Spurs ne approfittano vincendo la serie in sole 6 partite, laureandosi così per la sesta volta campioni della Western Conference. Gli speroni si ritrovano di nuovo alle NBA Finals contro i Miami Heat come l'anno precedente. Riescono a vincere il quinto titolo della propria storia, sconfiggendo gli Heat 4-1 nella serie e Kawhi Leonard vince l'MVP delle finali.
Nel 2014-15 gli Spurs non riescono a difendere il titolo e vengono eliminati al primo turno dei Playoff dai Los Angeles Clippers. Per la stagione 2015-16, LaMarcus Aldridge, David West, Kevin Martin e Andre Miller rafforzano la squadra che chiuderà la stagione regolare con il suo miglior record di sempre di 67 vittorie e 15 sconfitte. Ai Playoff tuttavia, vengono eliminati al secondo turno dagli Oklahoma City Thunder per 4-2. A fine stagione Tim Duncan decise di chiudere la sua gloriosa carriera e ritirandosi come il cestista più vincente nella storia della franchigia. L'anno successivo arrivano secondi dietro agli Warriors con un record di 61 vittorie e 21 sconfitte. Al primo turno incontreranno i Grizzlies della coppia Conley-Gasol e vinceranno la sfida in gara 6 con Leonard che trascina la squadra. Al secondo turno incontreranno i Rockets e chiuderanno la serie 4-2. Nelle finali di Conference ritroveranno i Golden State Warriors che, anche a causa di un controverso infortunio alla caviglia di Leonard occorso in gara-1 mentre gli Spurs erano in vantaggio di 21 punti, in sole 4 partite raggiungeranno le NBA Finals.

### Declino post-Duncan
Nella stagione 2016–17, nonostante il ritiro dello storico capitano Tim Duncan, gli Spurs, trascinati da Kawhi Leonard,chiusero con un record di 61–21, confermandosi tra le contendenti al titolo. Dopo aver eliminato Grizzlies e Rockets nei primi due turni di playoff, furono sconfitti 4-0 dai Golden State Warriors nelle finali di conference. Gara 1 fu segnata dall’infortunio alla caviglia di Leonard, ricaduto su un problema preesistente dopo un contatto con Zaza Pachulia; Leonard non rientrò nella serie.
La stagione 2017–18 fu fortemente condizionata proprio dall’infortunio di Leonard al quadricipite e dalle conseguenti tensioni con la società in merito alla gestione del recupero. Dopo una breve apparizione a gennaio, il giocatore fu nuovamente fermato, e nonostante l’idoneità medica dichiarata dallo staff Spurs, preferì affidarsi a specialisti esterni. Un incontro a porte chiuse con i compagni, descritto come “teso ed emotivo”, non riuscì a ricomporre la situazione: Leonard non tornò in campo. Gli Spurs terminarono la stagione con un record di 47–35, interrompendo una striscia di 18 stagioni con almeno 50 vittorie, e uscirono al primo turno contro i Warriors (1–4).
Nel luglio 2018, dopo mesi di frizione, Leonard fu ceduto ai Toronto Raptors insieme a Danny Green, in cambio di DeMar DeRozan, Jakob Pöltl e una scelta protetta al draft 2019. Nella stessa estate Tony Parker firmò con gli Charlotte Hornets dopo 17 stagioni a San Antonio, mentre Manu Ginóbili annunciò il ritiro. La stagione 2018–19 fu la prima dal 1997–98 senza membri dei “Big Three”. Gli Spurs chiusero con un record di 48–34 e centrarono i playoff per la 22ª stagione consecutiva, ma vennero eliminati al primo turno dai Denver Nuggets in sette gare.

### Fine della striscia playoff e ricostruzione
L’11 marzo 2020, la NBA sospese la stagione 2019–20 a causa della pandemia di COVID‑19. Alla ripresa, avvenuta nella cosiddetta “NBA Bubble” a Orlando, i San Antonio Spurs furono tra le 22 squadre invitate a concludere la stagione. Con un record finale di 32–39, i texani mancarono la qualificazione ai playoff per la prima volta dal 1996–97, interrompendo una storica striscia di 22 partecipazioni consecutive, all’epoca la più lunga nella storia NBA a pari merito con quella dei Philadelphia 76ers (1950–1971).
La stagione successiva, ridotta a 72 partite per effetto della pandemia, vide gli Spurs terminare con un bilancio di 33 vittorie e 39 sconfitte. La squadra partecipò al nuovo play‑in tournament in qualità di decima classificata a Ovest, ma venne eliminata dai Memphis Grizzlies.
Nel corso della stagione 2021–22, Derrick White venne scambiato ai Boston Celtics e Dejounte Murray fu convocato all’All‑Star Game, diventando il primo giocatore degli Spurs a riuscirci dal 2019. La squadra chiuse con un record di 34–48 e fu nuovamente eliminata al play‑in.
La stagione 2022–23 rappresentò la peggiore per San Antonio dalla fine degli anni ’90. In estate la franchigia completò lo smantellamento del nucleo precedente cedendo Dejounte Murray e Jock Landale agli Atlanta Hawks in cambio di Danilo Gallinari (poi tagliato) e scelte future. Il 13 gennaio 2023, in occasione di una partita disputata all’Alamodome contro i Golden State Warriors, gli Spurs stabilirono un nuovo record NBA di affluenza in stagione regolare, con 68.323 spettatori. La squadra chiuse all’ultimo posto della Western Conference con un bilancio di 22 vittorie e 60 sconfitte.

### Era Wembanyama
Il 16 maggio 2023, i San Antonio Spurs vinsero la draft lottery, ottenendo così la prima scelta assoluta al Draft NBA 2023. Si trattò della terza volta nella storia della franchigia in cui San Antonio selezionava per primo, dopo David Robinson nel 1987 e Tim Duncan nel 1997. Con la prima scelta, gli Spurs scelsero Victor Wembanyama, da tempo indicato come il favorito per il primo posto assoluto. La squadra concluse la stagione al 14º posto nella Western Conference, ma Wembanyama fu eletto all’unanimità Rookie of the Year. Inoltre si classificò secondo nella corsa al premio di Defensive Player of the Year, stabilendo numerosi record per un rookie.
Durante l’offseason successiva, gli Spurs firmarono i veterani Chris Paul e Harrison Barnes. Poco prima dell’inizio della stagione, Gregg Popovich fu annunciato indisponibile per motivi di salute, venendo sostituito ad interim da Mitch Johnson. A pochi giorni dalla trade deadline, San Antonio acquisì De’Aaron Fox in uno scambio a tre squadre con Chicago Bulls e Sacramento Kings. A fine stagione, Stephon Castle fu nominato Rookie of the Year. Il 2 maggio 2025, Popovich annunciò il proprio ritiro dal ruolo di capo allenatore, pur mantenendo la carica di presidente delle operazioni cestistiche. Mitch Johnson fu confermato come nuovo capo allenatore della squadra.

## Arene di gioco
Dallas/Texas Chaparrals
- State Fair Coliseum (1967–1973)
- Moody Coliseum (1967–1973)

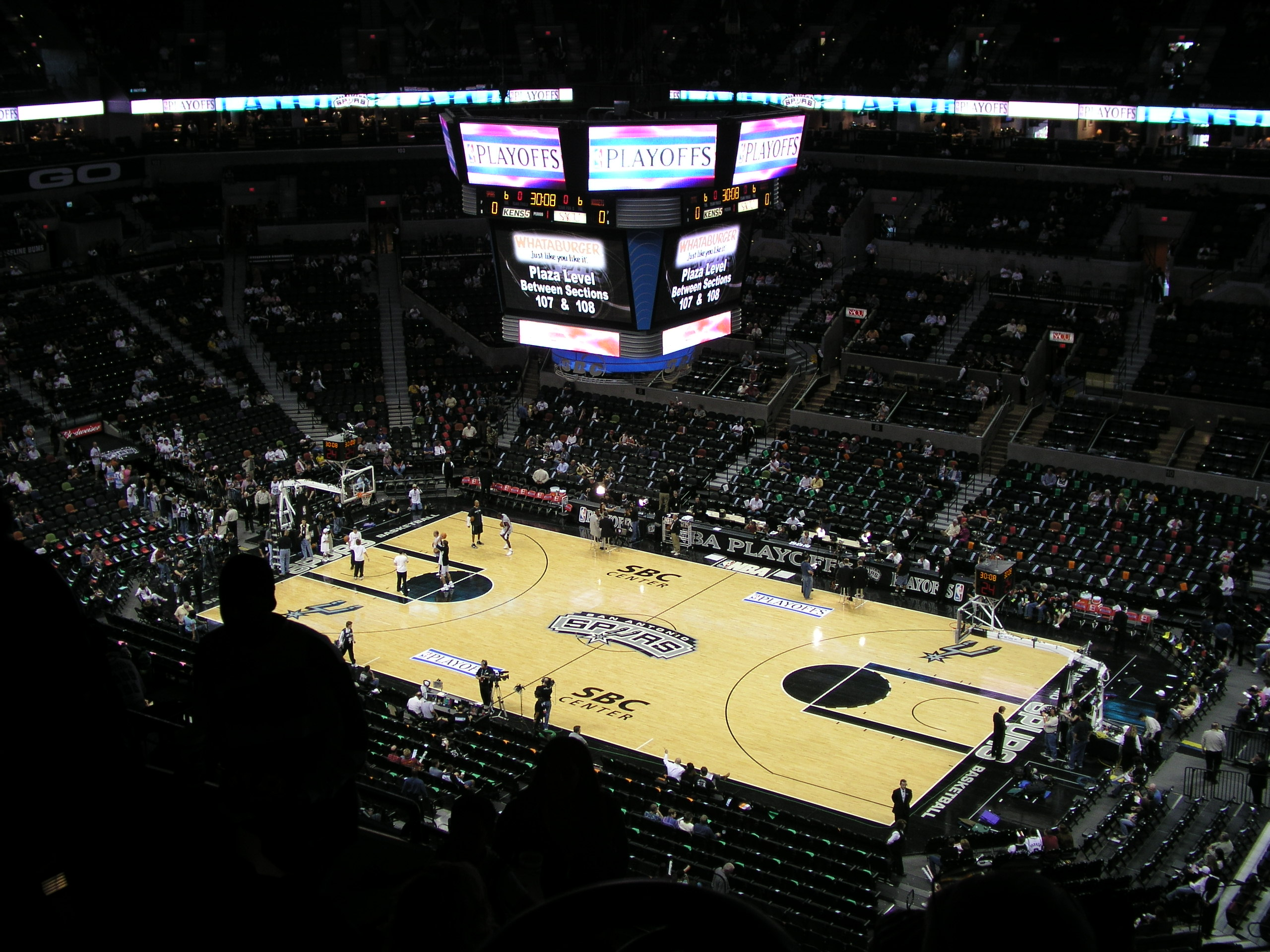
Visuale interna del AT&T Center

- Tarrant County Coliseum (1970–1971)
- Lubbock Municipal Coliseum (1970–1971)

San Antonio Spurs
- HemisFair Arena (1973–1993)
- Alamodome (1993–2002)
- Frost Bank Center (2002–presente)

## Evoluzione divisa
| Dallas Chaparrals c | Dallas Chaparrals t | San Antonio Spurs c | San Antonio Spurs t | San Antonio Spurs t |

## Record stagione per stagione
| Campione ABA | Campione di Division (Playoffs) | Campione di Division (Regular Season) |                                           |
| Campione NBA | Campione di Conference          | Campione di Division                  | † Stagione accorciata a causa del lockout |

| Stagione                | V    | P    | %    | Play-off                                                                                                   | Risultati                                                                                                 |
| ----------------------- | ---- | ---- | ---- | --- | --- |
| Dallas Chaparrals (ABA) |      |      |      | | |
| 1967-68                 | 46   | 32   | 59,0 | Vincono le Division Semifinals Perdono le Division Finals                                                  | Dallas 3, Houston 0 New Orleans 4, Dallas 1                                                               |
| 1968-69                 | 41   | 37   | 52,6 | Perdono le Division Semifinals                                                                             | New Orleans 4, Dallas 3                                                                                   |
| 1969-70                 | 45   | 39   | 53,6 | Perdono le Division Semifinals                                                                             | Los Angeles 4, Dallas 2                                                                                   |
| Texas Chaparrals (ABA)  |      |      |      | | |
| 1970-71                 | 30   | 54   | 35,7 | Vincono Tiebreaker Playoff Perdono le Division Semifinals                                                  | Texas 1, Denver 0 Utah 4, Texas 0                                                                         |
| Dallas Chaparrals (ABA) |      |      |      | | |
| 1971-72                 | 42   | 42   | 50,0 | Perdono le Division Semifinals                                                                             | Utah 4, Dallas 0                                                                                          |
| 1972-73                 | 28   | 56   | 33,3 | - | - |
| San Antonio Spurs (ABA) |      |      |      | | |
| 1973-74                 | 45   | 39   | 53,6 | Perdono le Division Semifinals                                                                             | Indiana 4, San Antonio 3                                                                                  |
| 1974-75                 | 51   | 33   | 60,7 | Perdono le Division Semifinals                                                                             | Indiana 4, San Antonio 2                                                                                  |
| 1975-76                 | 50   | 34   | 59,5 | Perdono le Division Semifinals                                                                             | New York 4, San Antonio 3                                                                                 |
| Totale ABA              | 378  | 366  | 50,8 | | |
| Playoffs ABA            | 17   | 32   | 34,7 | | |
| San Antonio Spurs (NBA) |      |      |      | | |
| 1976-77                 | 44   | 38   | 53,7 | Perdono il Primo Round                                                                                     | Boston 2, San Antonio 0                                                                                   |
| 1977-78                 | 52   | 30   | 63,4 | Perdono le Conference Semifinals                                                                           | Washington 4, San Antonio 2                                                                               |
| 1978-79                 | 48   | 34   | 58,5 | Vincono le Conference Semifinals Perdono le Conference Finals                                              | San Antonio 4, Philadelphia 3 Washington 4, San Antonio 3                                                 |
| 1979-80                 | 41   | 41   | 50,0 | Perdono il Primo Round                                                                                     | Houston 2, San Antonio 1                                                                                  |
| 1980-81                 | 52   | 30   | 63,4 | Perdono Conference Semifinals                                                                              | Houston 4, San Antonio 3                                                                                  |
| 1981-82                 | 48   | 34   | 58,5 | Vincono le Conference Semifinals Perdono le Conference Finals                                              | San Antonio 4, Seattle 1 LA Lakers 4, San Antonio 0                                                       |
| 1982-83                 | 53   | 29   | 64,6 | Vincono le Conference Semifinals Perdono le Conference Finals                                              | San Antonio 4, Denver 1 LA Lakers 4, San Antonio 2                                                        |
| 1983-84                 | 37   | 45   | 45,1 | - | - |
| 1984-85                 | 41   | 41   | 50,0 | Perdono il Primo Round                                                                                     | Denver 3, San Antonio 2                                                                                   |
| 1985-86                 | 35   | 47   | 42,7 | Perdono il Primo Round                                                                                     | LA Lakers 3, San Antonio 0                                                                                |
| 1986-87                 | 28   | 54   | 34,1 | - | - |
| 1987-88                 | 31   | 51   | 37,8 | Perdono il Primo Round                                                                                     | LA Lakers 3, San Antonio 0                                                                                |
| 1988-89                 | 21   | 61   | 25,6 | - | - |
| 1989-90                 | 56   | 26   | 68,3 | Vincono il Primo Round Perdono le Conference Semifinals                                                    | San Antonio 3, Denver 0 Portland 4, San Antonio 3                                                         |
| 1990-91                 | 55   | 27   | 67,1 | Perdono il Primo Round                                                                                     | Golden State 3, San Antonio 1                                                                             |
| 1991-92                 | 47   | 35   | 57,3 | Perdono il Primo Round                                                                                     | Phoenix 3, San Antonio 0                                                                                  |
| 1992-93                 | 49   | 33   | 59,8 | Vincono il Primo Round Perdono le Conference Semifinals                                                    | San Antonio 3, Portland 1 Phoenix 4, San Antonio 2                                                        |
| 1993-94                 | 55   | 27   | 67,1 | Perdono il Primo Round                                                                                     | Utah 3, San Antonio 1                                                                                     |
| 1994-95                 | 62   | 20   | 75,6 | Vincono il Primo Round Vincono le Conference Semifinals Perdono le Conference Finals                       | San Antonio 3, Denver 0 San Antonio 4, LA Lakers 2 Houston 4, San Antonio 2                               |
| 1995-96                 | 59   | 23   | 72,0 | Vincono il Primo Round Perdono le Conference Semifinals                                                    | San Antonio 3, Phoenix 1 Utah 4, San Antonio 2                                                            |
| 1996-97                 | 20   | 62   | 24,4 | - | - |
| 1997-98                 | 56   | 26   | 68,3 | Vincono il Primo Round Perdono le Conference Semifinals                                                    | San Antonio 3, Phoenix 1 Utah 4, San Antonio 1                                                            |
| 1998-99 †               | 37   | 13   | 74,0 | Vincono il Primo Round Vincono le Conference Semifinals Vincono le Conference Finals Vincono le NBA Finals | San Antonio 3, Minnesota 1 San Antonio 4, LA Lakers 0 San Antonio 4, Portland 0 San Antonio 4, New York 1 |
| 1999-00                 | 53   | 29   | 64,6 | Perdono il Primo Round                                                                                     | Phoenix 3, San Antonio 1                                                                                  |
| 2000-01                 | 58   | 24   | 70,7 | Vincono il Primo Round Vincono le Conference Semifinals Perdono le Conference Finals                       | San Antonio 3, Minnesota 1 San Antonio 4, Dallas 1 LA Lakers 4, San Antonio 0                             |
| 2001-02                 | 58   | 24   | 70,7 | Vincono il Primo Round Perdono le Conference Semifinals                                                    | San Antonio 3, Seattle 2 LA Lakers 4, San Antonio 1                                                       |
| 2002-03                 | 60   | 22   | 73,2 | Vincono il Primo Round Vincono le Conference Semifinals Vincono le Conference Finals Vincono le NBA Finals | San Antonio 4, Phoenix 2 San Antonio 4, LA Lakers 2 San Antonio 4, Dallas 2 San Antonio 4, New Jersey 2   |
| 2003-04                 | 57   | 25   | 69,5 | Vincono il Primo Round Perdono le Conference Semifinals                                                    | San Antonio 4, Memphis 0 LA Lakers 4, San Antonio 2                                                       |
| 2004-05                 | 59   | 23   | 72,0 | Vincono il Primo Round Vincono le Conference Semifinals Vincono le Conference Finals Vincono le NBA Finals | San Antonio 4, Denver 1 San Antonio 4, Seattle 2 San Antonio 4, Phoenix 1 San Antonio 4, Detroit 3        |
| 2005-06                 | 63   | 19   | 76,8 | Vincono il Primo Round Perdono le Conference Semifinals                                                    | San Antonio 4, Sacramento 2 Dallas 4, San Antonio 3                                                       |
| 2006-07                 | 58   | 24   | 70,7 | Vincono il Primo Round Vincono le Conference Semifinals Vincono le Conference Finals Vincono le NBA Finals | San Antonio 4, Denver 1 San Antonio 4, Phoenix 2 San Antonio 4, Utah 1 San Antonio 4, Cleveland 0         |
| 2007-08                 | 56   | 26   | 68,3 | Vincono il Primo Round Vincono le Conference Semifinals Perdono le Conference Finals                       | San Antonio 4, Phoenix 1 San Antonio 4, New Orleans 3 LA Lakers 4, San Antonio 1                          |
| 2008-09                 | 54   | 28   | 65,9 | Perdono il Primo Round                                                                                     | Dallas 4, San Antonio 1                                                                                   |
| 2009-10                 | 50   | 32   | 61,0 | Vincono il Primo Round Perdono le Conference Semifinals                                                    | San Antonio 4, Dallas 2 Phoenix 4, San Antonio 0                                                          |
| 2010-11                 | 61   | 21   | 74,4 | Perdono il Primo Round                                                                                     | Memphis 4, San Antonio 2                                                                                  |
| 2011-12 †               | 50   | 16   | 75,8 | Vincono il Primo Round Vincono le Conference Semifinals Perdono le Conference Finals                       | San Antonio 4, Utah 0 San Antonio 4, LA Clippers 0 Oklahoma City 4, San Antonio 2                         |
| 2012-13                 | 58   | 24   | 70,7 | Vincono il Primo Round Vincono le Conference Semifinals Vincono le Conference Finals Perdono le NBA Finals | San Antonio 4, LA Lakers 0 San Antonio 4, Golden State 2 San Antonio 4, Memphis 0 Miami 4, San Antonio 3  |
| 2013-14                 | 62   | 20   | 75,6 | Vincono il Primo Round Vincono le Conference Semifinals Vincono le Conference Finals Vincono le NBA Finals | San Antonio 4, Dallas 3 San Antonio 4, Portland 1 San Antonio 4, Oklahoma City 2 San Antonio 4, Miami 1   |
| 2014-15                 | 55   | 27   | 67,1 | Perdono il Primo Round                                                                                     | LA Clippers 4, San Antonio 3                                                                              |
| 2015-16                 | 67   | 15   | 81,7 | Vincono il Primo Round Perdono le Conference Semifinals                                                    | San Antonio 4, Memphis 0 Oklahoma City 4, San Antonio 2                                                   |
| 2016-17                 | 61   | 21   | 74,4 | Vincono il Primo Round Vincono le Conference Semifinals Perdono le Conference Finals                       | San Antonio 4, Memphis 2 San Antonio 4, Houston 2 Golden State 4, San Antonio 0                           |
| 2017-18                 | 47   | 35   | 57,3 | Perdono il Primo Round                                                                                     | Golden State 4, San Antonio 1                                                                             |
| 2018-19                 | 48   | 34   | 58,5 | Perdono il Primo Round                                                                                     | Denver 4, San Antonio 3                                                                                   |
| 2019-20                 | 32   | 39   | 45,1 | - | - |
| 2020-21                 | 33   | 39   | 45,8 | Perdono il Play in Game 9-10                                                                               | Memphis 1, San Antonio 0                                                                                  |
| 2021-22                 | 34   | 48   | 41,5 | Perdono il Play in Game 9-10                                                                               | New Orleans 1, San Antonio 0                                                                              |
| 2022-23                 | 22   | 60   | 26,8 | - | - |
| 2023-24                 | 22   | 60   | 26,8 | - | - |
| 2024-25                 | 34   | 48   | 41,5 | - | - |
| Totale NBA              | 2339 | 1610 | 59,2 | | |
| Playoffs NBA            | 222  | 181  | 55,1 | 5 Titoli NBA                                                                                               | 5 Titoli NBA                                                                                              |
| Totale ABA-NBA          | 2717 | 1976 | 57,9 | | |
| Playoffs ABA-NBA        | 239  | 213  | 52,9 | | |

Statistiche aggiornate al: 5 maggio 2025

## Roster 2025-26
| \| Pos. \| Num. \| Naz. \| Nome \| Altezza \| Peso \| Data nascita \| Provenienza \| \| ---- \| ---- \| ---- \| ----------------------- \| ------- \| ------ \| ------------ \| --------------------------------- \| \| AP \| 0 \| \| Johnson, Keldon \| 196 cm \| 100 kg \| 11-10-1999 \| Kentucky \| \| AG/C \| 1 \| \| Wembanyama, Victor \| 224 cm \| 95 kg \| 04-01-2004 \| Francia \| \| P \| 2 \| \| Harper, Dylan \| 198 cm \| 98 kg \| 02-03-2006 \| Rutgers \| \| G \| 3 \| \| Paul, Chris \| 183 cm \| 79 kg \| 06-05-1985 \| Wake Forest \| \| P \| 4 \| \| Fox, De'Aaron \| 191 cm \| 79 kg \| 20-12-1997 \| Kentucky \| \| G \| 5 \| \| Castle, Stephon \| 198 cm \| 98 kg \| 01-11-2004 \| Connecticut \| \| C \| 7 \| \| Kornet, Luke \| 218 cm \| 113 kg \| 15-07-1995 \| Vanderbilt \| \| AG \| 10 \| \| Sochan, Jeremy \| 203 cm \| 104 kg \| 20-05-2003 \| Baylor \| \| AP \| 11 \| \| Bryant, Carter \| 203 cm \| 102 kg \| 26-11-2005 \| Arizona \| \| C \| 15 \| \| Biyombo, Bismack \| 203 cm \| 116 kg \| 28-08-1992 \| Repubblica Democratica del Congo \| \| G \| 24 \| \| Vassell, Devin \| 196 cm \| 91 kg \| 23-08-2000 \| Florida State \| \| AP \| 27 \| \| Minix, Riley \| 201 cm \| 104 kg \| 22-09-2000 \| Morehead State \| \| C \| 28 \| \| Bassey, Charles \| 208 cm \| 104 kg \| 28-10-2000 \| Western Kentucky \| \| AP \| 30 \| \| Champagnie, Julian \| 201 cm \| 98 kg \| 29-06-2001 \| St.John's \| \| AP \| 40 \| \| Barnes, Harrison \| 203 cm \| 102 kg \| 30-05-1992 \| North Carolina \| \| AG/C \| 54 \| \| Mamuk'elashvili, Sandro \| 208 cm \| 109 kg \| 23-05-1999 \| Seton Hall \| \| AP \| 55 \| \| Ingram, Harrison \| 198 cm \| 107 kg \| 27-11-2002 \| North Carolina \| \| AG/C \| \| \| Olynyk, Kelly \| 211 cm \| 109 kg \| 19-04-1991 \| Gonzaga \| \| G \| \| \| Duke, David Jr. (TW) \| 193 cm \| 93 kg \| 13-10-1999 \| Providence \| \| P \| \| \| McLaughlin, Jordan \| 183 cm \| 84 kg \| 09-04-1996 \| University of Southern California \| | Allenatore - Mitch Johnson Assistente/i - Brett Brown - Matt Nielsen - Mike Noyes Legenda - (C) Capitano - (FA) Free agent - (S) Sospeso - (DP) Unsigned draft pick - (GL) Assegnato a squadra G League affiliata - (TW) Contratto Two-way - Infortunato Roster • Transazioni · Ultima transazione: 10 luglio 2025 |                         |                         |         |        |              |                                   |
| Pos. | Num. | Naz.                    | Nome                    | Altezza | Peso   | Data nascita | Provenienza                       |
| AP | 0 | Stati Uniti (bandiera)  | Johnson, Keldon         | 196 cm  | 100 kg | 11-10-1999   | Kentucky                          |
| AG/C | 1 | Francia (bandiera)      | Wembanyama, Victor      | 224 cm  | 95 kg  | 04-01-2004   | Francia                           |
| P | 2 | Stati Uniti (bandiera)  | Harper, Dylan           | 198 cm  | 98 kg  | 02-03-2006   | Rutgers                           |
| G | 3 | Stati Uniti (bandiera)  | Paul, Chris             | 183 cm  | 79 kg  | 06-05-1985   | Wake Forest                       |
| P | 4 | Stati Uniti (bandiera)  | Fox, De'Aaron           | 191 cm  | 79 kg  | 20-12-1997   | Kentucky                          |
| G | 5 | Stati Uniti (bandiera)  | Castle, Stephon         | 198 cm  | 98 kg  | 01-11-2004   | Connecticut                       |
| C | 7 | Stati Uniti (bandiera)  | Kornet, Luke            | 218 cm  | 113 kg | 15-07-1995   | Vanderbilt                        |
| AG | 10 | Polonia (bandiera)      | Sochan, Jeremy          | 203 cm  | 104 kg | 20-05-2003   | Baylor                            |
| AP | 11 | Stati Uniti (bandiera)  | Bryant, Carter          | 203 cm  | 102 kg | 26-11-2005   | Arizona                           |
| C | 15 | RD del Congo (bandiera) | Biyombo, Bismack        | 203 cm  | 116 kg | 28-08-1992   | Repubblica Democratica del Congo  |
| G | 24 | Stati Uniti (bandiera)  | Vassell, Devin          | 196 cm  | 91 kg  | 23-08-2000   | Florida State                     |
| AP | 27 | Stati Uniti (bandiera)  | Minix, Riley            | 201 cm  | 104 kg | 22-09-2000   | Morehead State                    |
| C | 28 | Nigeria (bandiera)      | Bassey, Charles         | 208 cm  | 104 kg | 28-10-2000   | Western Kentucky                  |
| AP | 30 | Stati Uniti (bandiera)  | Champagnie, Julian      | 201 cm  | 98 kg  | 29-06-2001   | St.John's                         |
| AP | 40 | Stati Uniti (bandiera)  | Barnes, Harrison        | 203 cm  | 102 kg | 30-05-1992   | North Carolina                    |
| AG/C | 54 | Georgia (bandiera)      | Mamuk'elashvili, Sandro | 208 cm  | 109 kg | 23-05-1999   | Seton Hall                        |
| AP | 55 | Stati Uniti (bandiera)  | Ingram, Harrison        | 198 cm  | 107 kg | 27-11-2002   | North Carolina                    |
| AG/C | | Canada (bandiera)       | Olynyk, Kelly           | 211 cm  | 109 kg | 19-04-1991   | Gonzaga                           |
| G | | Stati Uniti (bandiera)  | Duke, David Jr. (TW)    | 193 cm  | 93 kg  | 13-10-1999   | Providence                        |
| P | | Stati Uniti (bandiera)  | McLaughlin, Jordan      | 183 cm  | 84 kg  | 09-04-1996   | University of Southern California |

## Palmarès

### NBA
|                      | Titoli | Anni |
| Titoli NBA           | 5      | 1999, 2003, 2005, 2007, 2014 |
| Titoli di Conference | 6      | 1999, 2003, 2005, 2007, 2013, 2014 |
| Titoli di Division   | 22     | 1977-78, 1978-79, 1980-81, 1981-82, 1982-83, 1989-90, 1990-91, 1994-95, 1995-96, 1998-99, 2000-01, 2001-02, 2002-03, 2004-05, 2005-06, 2008-09, 2010-11, 2011-12, 2012-13, 2013-14, 2015-16, 2016-17 |

## Premi Individuali

### ABA
ABA Rookie of the Year Award
- Swen Nater - 1974

ABA All-Rookie Team
- Ron Boone - 1969
- Joe Hamilton - 1971
- James Silas - 1973
- Swen Nater - 1974
- Mark Olberding - 1976

ABA All-Star Game Most Valuable Player Award
- John Beasley - 1969

ABA Coach of the Year Award
- Tom Nissalke - 1972

ABA Executive of the Year Award
- Jack Ankerson – 1974

ABA All-Time Team
- Ron Boone
- Donnie Freeman
- George Gervin
- Billy Paultz
- Bob Netolicky
- James Silas

All-ABA First Team
- Donnie Freeman – 1972
- James Silas – 1976

All-ABA Second Team (record)
- John Beasley – 1968, 1969
- Swen Nater – 1974, 1975
- George Gervin – 1975, 1976
- Cincy Powell – 1968
- Donnie Freeman – 1971
- James Silas – 1975

### NBA
NBA Most Valuable Player Award
- David Robinson - 1995
- Tim Duncan - 2002, 2003

Bill Russell NBA Finals Most Valuable Player Award
- Tim Duncan – 1999, 2003, 2005
- Tony Parker – 2007
- Kawhi Leonard - 2014

NBA Rookie of the Year Award
- David Robinson - 1990
- Tim Duncan – 1998
- Victor Wembanyama – 2024
- Stephon Castle – 2025

NBA Defensive Player of the Year Award
- Alvin Robertson – 1986
- David Robinson - 1992
- Kawhi Leonard - 2015, 2016

NBA Sixth Man of the Year Award
- Emanuel Ginóbili - 2008

NBA Most Improved Player Award
- Alvin Robertson – 1986

NBA Coach of the Year Award
- Gregg Popovich – 2003, 2012, 2014

NBA Executive of the Year Award
- Angelo Drossos – 1978
- Bob Bass – 1990
- R.C. Buford - 2014, 2016

NBA All-Star Game Most Valuable Player Award
- George Gervin - 1980
- Tim Duncan - 2000

NBA All-Star Game head coaches
- Gregg Popovich – 2005, 2011, 2013, 2016

All-NBA First Team
- George Gervin – 1978, 1979, 1980, 1981, 1982
- David Robinson - 1991, 1992, 1995, 1996
- Tim Duncan - 1998, 1999, 2000, 2001, 2002, 2003, 2004, 2005, 2007, 2013
- Kawhi Leonard - 2016, 2017

All-NBA Second Team
- George Gervin – 1977, 1983
- Alvin Robertson - 1986
- David Robinson – 1994, 1998
- Tim Duncan – 2006, 2008, 2009
- Tony Parker – 2012, 2013, 2014
- LaMarcus Aldridge – 2018

All-NBA Third Team
- David Robinson – 1990, 1993, 2000, 2001
- Dennis Rodman - 1995
- Emanuel Ginóbili - 2008, 2011
- Tony Parker - 2009
- Tim Duncan – 2010, 2015
- LaMarcus Aldridge – 2016

NBA All-Defensive First Team
- Alvin Robertson – 1987
- David Robinson – 1991, 1992, 1995, 1996
- Dennis Rodman - 1995
- Tim Duncan – 1999, 2000, 2001, 2002, 2003, 2005, 2007, 2008
- Bruce Bowen – 2004, 2005, 2006, 2007, 2008
- Kawhi Leonard - 2015, 2016, 2017
- Victor Wembanyama - 2024

NBA All-Defensive Second Team
- George T. Johnson - 1981
- Alvin Robertson – 1986, 1988, 1989
- David Robinson – 1990, 1993, 1994, 1998
- Dennis Rodman - 1994
- Tim Duncan – 1998, 2004, 2006, 2009, 2010, 2013, 2015
- Bruce Bowen – 2002, 2003
- Kawhi Leonard - 2014
- Danny Green - 2017
- Dejounte Murray - 2018

NBA Rookie First Team
- Cadillac Anderson - 1988
- Willie Anderson - 1989
- David Robinson - 1990
- Tim Duncan - 1998
- Tony Parker – 2002
- Gary Neal - 2011
- Kawhi Leonard - 2012
- Victor Wembanyama - 2024
- Stephon Castle - 2025

NBA Rookie Second Team
- Sean Elliott - 1990
- Emanuel Ginóbili – 2003
- DeJuan Blair - 2010
- Jeremy Sochan - 2023

J. Walter Kennedy Citizenship Award
- David Robinson - 2003

NBA Sportsmanship Award
- Avery Johnson - 1998
- David Robinson - 2001
- Steve Smith - 2002

NBA Three-point Shootout
- Marco Belinelli - 2014

Twyman-Stokes Teammate of the Year Award
- Tim Duncan - 2015

## Giocatori importanti

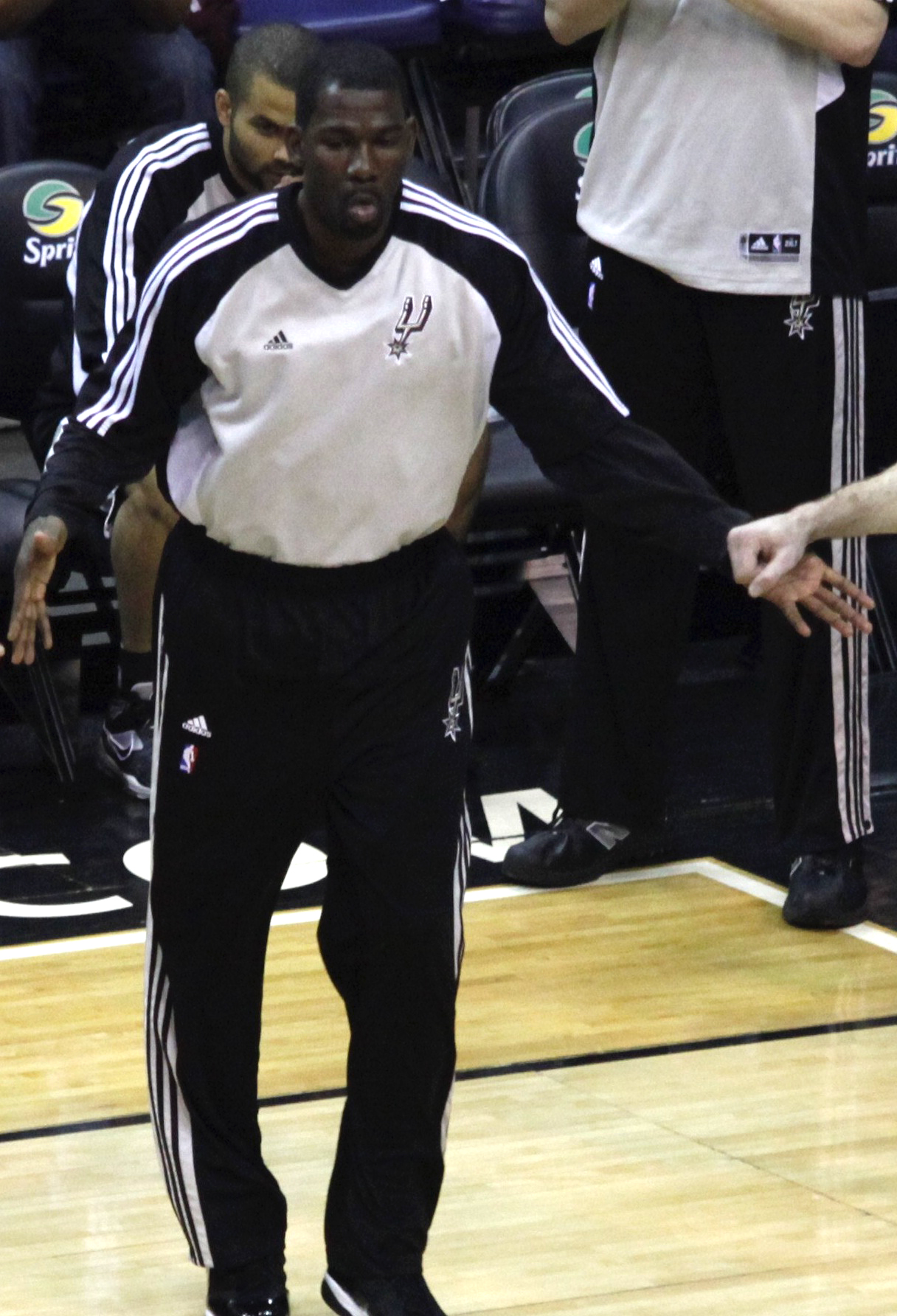
Michael Finley ha giocato per i San Antonio Spurs dal 2005 al 2010

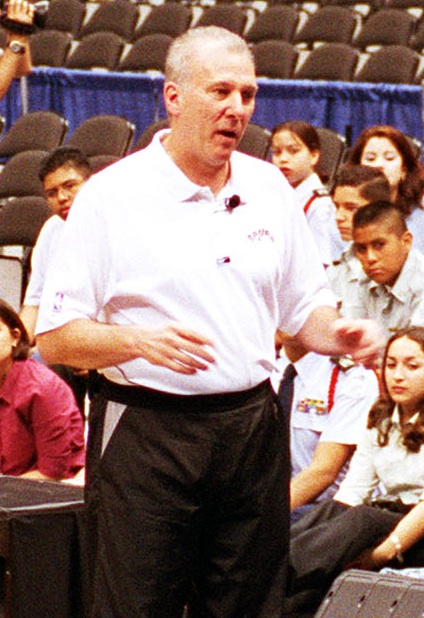
Gregg Popovich

### Membri della Basketball Hall of Fame
- Cliff Hagan, A, 1967-1969 (a Dallas)
- George Karl, G, 1973-1977 (introdotto come allenatore)
- George Gervin, A/G, 1974-1985
- Louie Dampier, G, 1976-1979
- Artis Gilmore, C, 1982-1987
- Cotton Fitzsimmons, 1984-1986 (introdotto come contributore)
- Larry Brown, 1988-1992 (introdotto come allenatore)
- David Robinson, C, 1989-2003
- Maurice Cheeks, G, 1989-1990
- Jerry Tarkanian, 1992 (introdotto come allenatore)
- Dennis Rodman, A, 1993-1995
- Moses Malone, C, 1994-1995
- Gregg Popovich, 1996-presente (introdotto come allenatore)
- Dominique Wilkins, A, 1996-1997
- Tim Duncan, A/C, 1997-2016
- Tony Parker, G, 2001-2018
- Emanuel Ginóbili, G, 2002-2018
- Tracy McGrady, A, 2013
- Pau Gasol, A/C, 2016-2019

### Membri della FIBA Hall of Fame
- David Robinson, C, 1989-2003
- Andrew Gaze, G, 1999
- Fabricio Oberto, C, 2005-2009
- Ettore Messina, 2014-2019 (introdotto come allenatore)

### Numeri ritirati
| Numeri ritirati San Antonio Spurs |                |       |                          |                  |
| Num.                              | Giocatore      | Ruolo | Stagione/i               | Giorno ritiro    |
| 00                                | Johnny Moore   | G     | 1980-1988 1989-1990      | 20 marzo 1998    |
| 6                                 | Avery Johnson  | G     | 1991 1992-1993 1994-2001 | 22 dicembre 2007 |
| 9                                 | Tony Parker    | G     | 2001-2018                | 11 novembre 2019 |
| 12                                | Bruce Bowen    | A     | 2001-20091               | 21 marzo 2012    |
| 13                                | James Silas    | G     | 1972-1981                | 28 febbraio 1984 |
| 20                                | Manu Ginobili  | G     | 2002-2018                | 28 marzo 2019    |
| 21                                | Tim Duncan     | A/C   | 1997-2016                | 18 dicembre 2016 |
| 32                                | Sean Elliott   | A     | 1989-1993 1994-2001      | 6 marzo 2005     |
| 44                                | George Gervin  | A/G   | 1974-1985                | 5 dicembre 1987  |
| 50                                | David Robinson | C     | 1989-2003                | 10 novembre 2003 |

1 Nel 2015, col permesso di Bowen, è stato concesso a LaMarcus Aldridge.

### Campioni olimpici
- Alvin Robertson  (Los Angeles 1984)
- David Robinson  (Barcellona 1992 e Atlanta 1996)
- Emanuel Ginóbili  (Atene 2004)

### ABA
- John Beasley – 1968, 1969, 1970 (a Dallas)
- Cliff Hagan - 1968 (a Dallas)
- Bob Verga - 1968 (a Dallas)
- Glen Combs - 1970 (a Dallas)
- Cincy Powell - 1970 (a Dallas)
- Donnie Freeman - 1971, 1972 (a Dallas)
- Steve Jones - 1972 (a Dallas)
- Rich Jones - 1973 (a Dallas), 1974
- Swen Nater - 1974, 1975
- George Gervin - 1975, 1976
- James Silas - 1975, 1976
- Billy Paultz - 1976
- Larry Kenon - 1976

### NBA
- George Gervin - 1977, 1978, 1979, 1980, 1981, 1982, 1983, 1984, 1985
- Larry Kenon - 1978, 1979
- Artis Gilmore - 1983, 1986
- Alvin Robertson - 1986, 1987, 1988
- David Robinson - 1990, 1991, 1992, 1993, 1994, 1995, 1996, 1998, 2000, 2001
- Sean Elliott - 1993, 1996
- Tim Duncan - 1998, 2000, 2001, 2002, 2003, 2004, 2005, 2006, 2007, 2008, 2009, 2010, 2011, 2013, 2015
- Emanuel Ginóbili - 2005, 2011
- Gregg Popovich - 2005, 2011, 2013, 2016 (allenatore)
- Tony Parker - 2006, 2007, 2009, 2012, 2013, 2014
- Kawhi Leonard - 2016, 2017
- LaMarcus Aldridge - 2016, 2018, 2019
- Dejounte Murray - 2022

## Allenatori
| Legenda | Legenda                                                                                               |
| ------- | --- |
| PA      | Partite allenate                                                                                      |
| V       | Vittorie                                                                                              |
| S       | Sconfitte                                                                                             |
| V%      | Percentuale di vittorie                                                                               |
|         | Ha trascorso l'intera sua carriera da allenatore con i Spurs/Chaparrals                               |
|         | Eletto nella Basketball Hall of Fame                                                                  |
|         | Ha trascorso l'intera sua carriera NBA da allenatore con i Spurs Eletto nella Basketball Hall of Fame |

Note: Statistiche aggiornate a fine stagione 2024-2025.
| Dallas Chaparrals (ABA) |                    |               |      |      |     |      |     |     |     |      |                                                                                                |  |
| 1                       | Cliff Hagan        | 1967–1970     | 199  | 109  | 90  | 54,8 | 15  | 7   | 8   | 46,7 |                                                                                                |  |
| 2                       | Max Williams       | 1970          | 41   | 23   | 18  | 56,1 | 6   | 2   | 4   | 33,3 |                                                                                                |  |
| Texas Chaparrals (ABA)  |                    |               |      |      |     |      |     |     |     |      |                                                                                                |  |
| —                       | Max Williams       | 1970          | 19   | 5    | 14  | 26,3 | —   | —   | —   | —    |                                                                                                |  |
| 3                       | Bill Blakeley      | 1970–1971     | 65   | 25   | 40  | 38,5 | 4   | 0   | 4   | 0,0  |                                                                                                |  |
| Dallas Chaparrals (ABA) |                    |               |      |      |     |      |     |     |     |      |                                                                                                |  |
| 4                       | Tom Nissalke       | 1971–1972     | 84   | 42   | 42  | 50,0 | 4   | 0   | 4   | 0,0  |                                                                                                |  |
| 5                       | Babe McCarthy      | 1972–1973     | 72   | 24   | 48  | 33,3 | —   | —   | —   | —    |                                                                                                |  |
| 6                       | Dave Brown         | 1973          | 12   | 4    | 8   | 33,3 | —   | —   | —   | —    |                                                                                                |  |
| San Antonio Spurs (ABA) |                    |               |      |      |     |      |     |     |     |      |                                                                                                |  |
| —                       | Tom Nissalke       | 1973–1974     | 112  | 63   | 49  | 56,3 | 7   | 3   | 4   | 42,8 |                                                                                                |  |
| 7                       | Bob Bass           | 1974–1976     | 140  | 83   | 57  | 59,3 | 13  | 5   | 8   | 38,5 |                                                                                                |  |
| San Antonio Spurs (NBA) |                    |               |      |      |     |      |     |     |     |      |                                                                                                |  |
| 8                       | Doug Moe           | 1976–1979     | 312  | 177  | 135 | 56,7 | 22  | 9   | 13  | 40,9 |                                                                                                |  |
| —                       | Bob Bass           | 1979          | 16   | 8    | 8   | 50,0 | 3   | 1   | 2   | 33,3 |                                                                                                |  |
| 9                       | Stan Albeck        | 1980–1982     | 246  | 153  | 93  | 62,2 | 27  | 13  | 14  | 48,1 |                                                                                                |  |
| 10                      | Morris McHone      | 1983          | 31   | 11   | 20  | 35,5 | —   | —   | —   | —    |                                                                                                |  |
| —                       | Bob Bass           | 1983          | 51   | 26   | 25  | 51,0 | —   | —   | —   | —    |                                                                                                |  |
| 11                      | Cotton Fitzsimmons | 1984–1985     | 164  | 76   | 88  | 46,3 | 8   | 2   | 6   | 25,0 |                                                                                                |  |
| 12                      | Bob Weiss          | 1986–1987     | 164  | 59   | 105 | 36,0 | 3   | 0   | 3   | 0,0  |                                                                                                |  |
| 13                      | Larry Brown        | 1988–1991     | 284  | 153  | 131 | 53,9 | 14  | 7   | 7   | 50,0 |                                                                                                |  |
| —                       | Bob Bass           | 1991          | 44   | 26   | 18  | 59,1 | 3   | 0   | 3   | 0,0  |                                                                                                |  |
| 14                      | Jerry Tarkanian    | 1992          | 20   | 9    | 11  | 45,0 | —   | —   | —   | —    |                                                                                                |  |
| 15                      | Rex Hughes         | 1992          | 1    | 1    | 0   | 100  | —   | —   | —   | —    |                                                                                                |  |
| 16                      | John Lucas         | 1992–1993     | 143  | 94   | 49  | 65,7 | 14  | 6   | 8   | 42,8 |                                                                                                |  |
| 17                      | Bob Hill           | 1994–1996     | 182  | 124  | 58  | 68,1 | 25  | 14  | 11  | 56,0 |                                                                                                |  |
| 18                      | Gregg Popovich     | 1996–2025     | 2291 | 1422 | 869 | 62,1 | 284 | 170 | 114 | 59,9 | 2003–04, 2011-12, 2013-14 Allenatore dell'anno NBA 5 Titoli NBA (1999, 2003, 2005, 2007, 2014) |  |
| 19                      | Mitch Johnson      | 2025–presente | 0    | 0    | 0   | 0    | 0   | 0   | 0   | 0    |                                                                                                |  |

## Leader di franchigia
Le statistiche prendono in considerazione le partite di regular season NBA e ABA.
Dati aggiornati al 2 maggio 2024.
1. Tim Duncan (26.496)
2. George Gervin (23.602)
3. David Robinson(20.790)
4. Tony Parker (18.943)
5. Manu Ginóbili (14.043)
6. James Silas (10.290)
7. Mike Mitchell (9.799)
8. Sean Elliott (9.659)
9. Larry Kenon (8.248)
10. LaMarcus Aldridge (7.325)
11. Kawhi Leonard (6.654)
12. Avery Johnson (6.486)
13. Rich Jones (6.466)
14. Alvin Robertson (6.285)
15. Patty Mills (6.218)
16. Artis Gilmore (6.127)
17. John Beasley (5.983)
18. Willie Anderson (5.946)
19. Mark Olberding (5.626)
20. Billy Paultz (5.297)

1. Tim Duncan (1.392)
2. Tony Parker (1.198)
3. Manu Ginóbili (1.057)
4. David Robinson (987)
5. George Gervin (899)
6. Sean Elliott (669)
7. Patty Mills (665)
8. Avery Johnson (644)
9. Matt Bonner (632)
10. Bruce Bowen (630)

1. Tim Duncan (15.091)
2. David Robinson(10.497)
3. George Gervin (4.841)
4. Larry Kenon (4.114)
5. Manu Ginóbili (3.697)
6. John Beasley (3.673)
7. Artis Gilmore (3.671)
8. Tony Parker (3.313)
9. Billy Paultz (3.203)
10. Rich Jones (3.137)

1. Tony Parker (6.829)
2. Avery Johnson (4.474)
3. Tim Duncan (4.225)
4. Manu Ginóbili (4.001)
5. Johnny Moore (3.865)
6. George Gervin (2.523)
7. David Robinson (2.441)
8. James Silas (2.406)
9. Alvin Robertson (2.094)
10. Mike Gale (1.878)

1. Manu Ginóbili (1.392)
2. David Robinson (1.388)
3. George Gervin (1.159)
4. Alvin Robertson (1.128)
5. Tony Parker (1.032)
6. Tim Duncan (1.025)
7. Johnny Moore (1.017)
8. Mike Gale (803)
9. Kawhi Leonard (723)
10. Avery Johnson (712)

1. Tim Duncan (3.020)
2. David Robinson (2.954)
3. George Gervin (938)
4. Billy Paultz (796)
5. Artis Gilmore (700)
6. George Johnson (512)
7. LaMarcus Aldridge(471)
8. Jakob Poeltl (456)
9. Danny Green (450)
10. Coby Dietrick (386)

1. Manu Ginóbili (1.495)
2. Patty Mills (1.004)
3. Danny Green (959)
4. Bruce Bowen (661)
5. Matt Bonner (656)
6. Sean Elliott (563)
7. Kawhi Leonard (529)
8. Tony Parker (506)
9. Bryn Forbes (493)
10. Keldon Johnson (493)